# Sukamulia Timur
Sukamulia Timur is een bestuurslaag in het regentschap Oost-Lombok van de provincie West-Nusa Tenggara, Indonesië. Sukamulia Timur telt 6122 inwoners (volkstelling 2010).